# ゲール人
ゲール人（ゲールじん、英語: Gaels [ɡeɪlz]; アイルランド語: Na Gaeil [n̪ˠə ˈɡeːlʲ]; スコットランド・ゲール語: Na Gàidheil [nə ˈkɛː.al]; マン島語: Ny Gaeil [nə ˈɡeːl]）は北西ヨーロッパの先住したケルト系民族である。ケルト語派に属すゲール語を話す。ゲール人は子孫として現在のアイルランド人、スコットランド人を含むが、これらの国民が指す範囲はより複雑となっている。